# Реинионска сова
Реинионска сова (лат. Mascarenotus grucheti) била је мала сова која је живела на острву Реинион из групе Маскаренских острва, али је изумрла пре него што су описане живе птице; позната је само на основу субфосилних костију. Спада у маскаренске сове из рода Mascarenotus, а највероватније је била слична утини по величини и изгледу, али са скоро голим ногама. Међутим, према недавним истраживањима, она и њени рођаци могу припадати роду Otus, и вероватно потиче од линије Otus sunia.
У поређењу са маурицијуском и родригешком совом, реинионска сова је била врста из рода која је највише времена проводила на земљи, са дугим ногама и вероватно нешто смањеним способностима летења; иако је вероватно била мања од птице са Маурицијуса — величине између те врсте и оне са острва Родригеш — имала је једнако дуге ноге: једина погодна храна доступна у великим количинама на Реиниону су мале птице. Може се претпоставити да се хранила заспалим птицама певачицама током ноћи, на сличан начин као и изумрле сове из рода Grallistrix са Хаваја.

## Изумирање
Како се птица не спомиње ни у једном савременом извештају, она је или била врло тајновита или је изумрла раније од својих сродника. Треба напоменути да се врста не налази у свеобухватном попису локалне фауне коју је Дибоа направио 1671—72. године. До тада су једини предатори на острву биле свиње. Закључак је да је вероватно птица подлегла предаторству пацова и можда мачака, јер су врло вероватно биле довољно способне да се избегну свиње и тако су само изумрле након Дибоове посете, на неки датум ближе 1700. години. Ако се птица гнездила на земљи, можда је изумрла чак и пре него што је Дибоа забележио, али изгледа да се та хипотеза не слаже с оним што се може закључити из прилично дугог опстанка њеног сродника са Маурицијуса.